# Udea despecta
Udea despecta (tên tiếng Anh: Sâu cuốn lá khoai Hawaii) là một loài bướm đêm thuộc họ Crambidae. Nó là loài đặc hữu của Kauai, Oahu, Molokai, Maui, Lanai và Hawaii.
Ấu trùng ăn các loài Adenostomma viscosus, Bidens (bao gồm các loài Bidens cosmoides), Ipomoea, Lipochaeta calycosa và sweetpotato. Chúng cuộn lá làm tổ. Đây là một minor pest on sweetpotato.